# Abraham Bredius

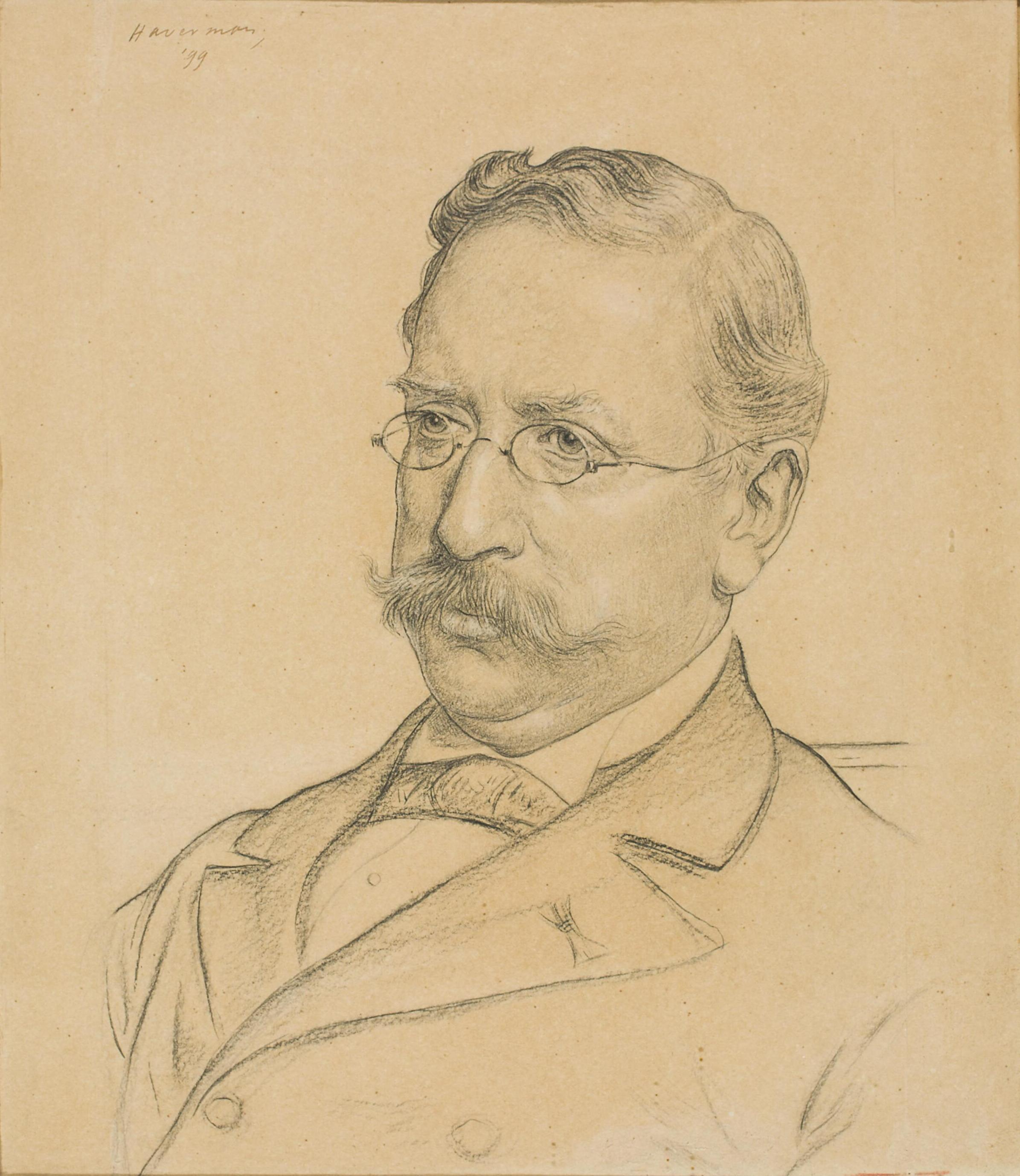
Abraham Bredius

Abraham Bredius (* 18. April 1855 in Amsterdam; † 13. März 1946 in Monaco) war ein niederländischer Kunsthistoriker. Er war Direktor des Mauritshuis in Den Haag.

## Leben
Abraham Bredius wurde am 18. April 1855 in Amsterdam geboren. Sein Vater Johannes Jacobus Bredius war Direktor einer Fabrik, in der Schießpulver hergestellt wurde, so dass Abraham Bredius in Wohlstand aufwuchs. Der Familie gehörte eine Sammlung von Gemälden aus dem Goldenen Zeitalter der Niederlande und chinesischem Porzellan. Als Abraham Bredius zehn Jahre alt war, verstarb seine Mutter. Erst wollte er Pianist werden, brach nach drei Jahren das Studium jedoch ab, weil er seine Chancen in diesem Beruf schlecht einschätzte. Abraham Bredius erhielt 1878 die Erlaubnis seines Vaters, nach Italien zu reisen. Dort lernte er die italienische Kunst kennen. Bredius traf in Florenz Wilhelm Bode, den Direktor der Berliner Museen, der ihn dazu veranlasste, die Kunst seines Heimatlandes in den Fokus seiner Studien zu stellen. Dabei legte er den Schwerpunkt auf die Malerei des 17. Jahrhunderts, die er aus seiner Familie heraus schon kannte, und reiste durch ganz Europa, um Sammlungen zu besuchen. Daneben konzentrierte er sich auf Archivarbeit, die ein besonderes Kennzeichen seiner Arbeit wurde.
Er veröffentlichte mehrere Artikel im Nederlandsche Spectator, was ihm Aufmerksamkeit eintrug. Deshalb wurde er 1880 als stellvertretender Direktor an das Nederlandsch Museum voor Geschiedenis en Kunst in Den Haag, das fünf Jahre später dem Rijksmuseum Amsterdam angegliedert wurde, berufen. Seine Aufgabe war es, die dortige Sammlung zu katalogisieren. Abraham Bredius machte sich einen Namen als Experte für Jan Vermeer, als er 1883 eine Zuschreibung durch Théophile Thoré in einer Publikation als „Ein pseudo-Vermeer“ bezeichnete. 1888 verließ Bredius das Rijksmuseum, nachdem ihm die Universität Gießen einen Doktortitel honoris causa verliehen hatte. Ein weiterer Ehrendoktortitel wurde ihm in Krakau verliehen. Bredius wurde 1889 zum Direktor des Mauritshuis in Den Haag ernannt und setzte sich damit gegen Victor de Stuers durch, der im Innenministerium für Kunst zuständig war. 1891 wurde Cornelis Hofstede de Groot sein Stellvertreter, mit dem Bredius zum Teil schwere Auseinandersetzungen hatte, über die er bis 1896 mehrmals die Zeitungen informierte. 1895 veröffentlichten beide trotz allem einen neuen Katalog der Werke des Mauritshuis. Unter der Leitung Bredius erlangte das Museum internationalen Ruhm. Zudem ergänzte er die Sammlung mit 30 Erwerbungen. 1909 verließ er das Mauritshuis mit der Begründung, dass sich sein Gesundheitszustand verschlechtert habe. Sein Nachfolger wurde Wilhelm Martin.
Danach setzte Abraham Bredius seine Reisetätigkeit fort, bei der er zum Beispiel das Gemälde Der polnische Reiter von Rembrandt van Rijn entdeckt hatte. So reiste er 1913 und 1914 durch die Vereinigten Staaten. Zudem veröffentlichte er Artikel in der Zeitung Oud-Holland, deren Mitherausgeber er war. 1922 zog Abraham Bredius nach Monte Carlo, um Steuern zu sparen.
1937 bescheinigte er der Fälschung Christus in Emmaus von Han van Meegeren, dass sie ein authentisches Werk Jan Vermeers sei. Zwar schrieben auch andere Kunsthistoriker die Fälschung Vermeer zu, doch Bredius veröffentlichte im Burlington Magazine einen sehr enthusiastischen Artikel.
Seit 1904 war er Mitglied der Königlich Niederländischen Akademie der Wissenschaften (KNAW) sowie der Académie royale des Sciences, des Lettres et des Beaux-Arts de Belgique.

## Museum Bredius
Nach seinem Tod am 13. März 1946 erwarb die Stadt Den Haag die Privatsammlung Bredius und unterhält im früheren Wohnhaus des Sammlers mit dem Museum Bredius ein eigenes Museum für die Sammlung.

## Veröffentlichungen (Auswahl)
- Jan Steen. 1927.
- Rembrandt. Wien 1935 (Katalog von Werken Rembrandts, in dem er deren Zahl von 690 auf 630 senkte).